# 電子掲示板
電子掲示板（でんしけいじばん、BBS、英語: Bulletin Board System）とは、コンピュータネットワークを使用した環境で、記事を書き込んだり、閲覧したり、コメント（レス）を付けられるようにしたソーシャルメディアのことである。
単に「掲示板」と呼んだり、英語表記の略語で "BBS（ビービーエス）" と呼ぶ事が多い。
この電子掲示板を利用して、情報交換や会話・議論などを行うことができる。主に、パソコン通信やインターネットのウェブなどの上で実装される。掲示板を電子的に実現したようなものであることから、「電子掲示板」と名付けられた。

## インターネットの掲示板
インターネット上の電子掲示板は、インターネットコミュニティの一種である。
個人がウェブサイトに開設するなど小規模なものから、5ちゃんねる、4chan、mixiのように、電子掲示板を集めて一つのウェブサイトとして発展させ、現実社会に影響を与える大規模なものまで、様々な電子掲示板が存在する。また、学校や企業内で特定のメンバーのみが利用するもの、不特定多数が利用するものなど、設定によっても利用方法は異なってくる。
日本発の大規模掲示板としては、5ちゃんねるやmixi（SNS）が挙げられる。
あらかじめウェブサーバで実装されている電子掲示板を貸し出す、レンタル掲示板サービスもある。

### 掲示板のスクリプト
CGIを利用した、PerlやPHP等で記述された掲示板スクリプト、ReactやVue等のNode.jsを筆頭とするJavaScriptランタイム上で動作するライブラリ・フレームワークとDBを組み合わせて開発したものなどがある。
また、他の開発者が上記のようなスクリプト言語などで作成・配布しているプログラムのソースコード等の電子掲示板スクリプトを入手し、開設しようとするウェブサーバでスクリプト言語に応じたCGIが利用できれば、個々の環境に合わせた修正を行うことで、電子掲示板の開設が可能となる。そのようなスクリプトは多く無料で配布されており、これには、技術的知識さえあれば自由に掲示板の設定・仕様を変えることができる利点がある。
ただし、個人が簡単に利用できるウェブサーバ（多くはプロバイダ契約に含まれるもの）では、CGIの利用が不可能であったり、何らかの制限が加えられているものも多い。

## 歴史

### パソコン通信時代

#### 前身
公共の電子掲示板の前身は1973年8月にサービス開始したカリフォルニア州バークレーのコミュニティメモリである。当時は個人が所有できるような実用的なマイクロコンピュータは開発されておらず、モデムも高価で低速だった。そのため、コミュニティメモリはメインフレーム上で稼働しており、サンフランシスコ・ベイエリアのいくつかの住区に設置された端末から接続することができた。
同様の機能は多くのメインフレームのユーザーにも利用可能であった。これらがBBS的に利用された場合、一台のホストに閉じたローカルなBBSともみなすことができる。こうした機能を公共にも利用できるにした商用のBBSは1970年代後半から提供されるようになり、オンラインサービス市場を形成し、Webサービスが普及する1990年代まで盛んであった。特に影響力が強かったのはPLATOで、1970年台後半までに何千人ものユーザーを得た。これは汎用のコンピュータ教育支援システムであったが、多くのユーザーはメッセージングやチャットルーム (en) など後にBBSで一般的となった機能を利用していた。

#### 最初のBBS
最初の公共のダイアルアップBBSはen:Ward Christensenとen:Randy Suessによって開発された。1978年の大吹雪にシカゴが見舞われた最中にen:CBBS (Computerized Bulletin Board System) の開発に着手した。Christensenは、所属していたコンピュータクラブの掲示板（"need a ride"（同乗求む）などのメッセージが張り紙されていた）に基づいて電子掲示板システムをデザインした。1978年2月16日に公式にオンラインでサービスが稼働された。CBBSは訪問者数をカウントしており、サービス終了までに計25万3301のコーラーから接続があった。

#### 普及と衰退
その後、スマートモデムやApple IIのようなS-100バスを備えたマイクロコンピュータの普及により、真のBBSの波が訪れた。当時のコンピュータは通信容量もメモリ容量も小さかったため、メッセージやメールによるコミュニケーション、そしてフォーラム形式のサービスが主流だった。1980年代にはIBM DOS上のBBSプログラムが数々開発された。また、ネットワークも初期の個別のネットワークから、世界的な電子掲示板同士の通信のためのコンピュータネットワークも構築された。その中でも最大のものは1984年に稼働されたFidoNetであった。en:Event Horizons BBSは収益的の最も成功したBBSの一つとなった。BBSにおいては、様々なアスキーアートも生まれた。
1990年代に入ってワールドワイドウェブ上のインターネットと汎用OS、高速通信といったインフラが普及し、多機能なGUIを備えた新たなオンラインサービスが数多く台頭し、パソコン通信BBSは1990年代半ばに利用者のピークを迎え、以降は衰退した。

#### 日本
日本では、1982年にパソコン通信によるBBSサービスが立ち上がっている。
1980年代後半から1990年代前半、電子掲示板は、インターネットの普及前に全盛だったパソコン通信の主要なサービスの一つだった。それに起因する何らかの理由により、"BBS" という言葉は「掲示板システム」という意味のほかに、「ホスト局」というものとほぼ同義として用いられていたことも多く、ホスト用ソフトと呼ばれるものは「BBSソフト」とも呼ばれていた。
当時は、ホスト局に接続している時間に応じて、電話料金やパソコン通信の利用料がかかったため、長時間の接続は大きな負担になった。そのため記事を一度にダウンロードして回線をいったん切断し、ゆっくり閲覧・書き込みをしてから再度接続し、書き込みをまとめてアップロードする通信ソフトウェアが使用された。

### インターネット時代
1990年代後半以降はインターネットの普及によりインターネット上の電子掲示板に移行していった。有名なものにあやしいわーるど、あめぞう、2ちゃんねるなどがある。

## 種別・参加方法
開設場所としては
- インターネットのウェブ
- パソコン通信
- 組織内のグループウェアやeラーニングシステム内

が主なものである。
また、インターネット上で情報のやりとりを行うという点では、
- ネットニュース
- メーリングリスト

も類似のシステムといえる。
中規模・大規模な電子掲示板サイトを運営する際には、参加者をどう集めるか（どう絞るか）が大きなポイントになる。
閲覧や投稿に関して、大まかに区分すると、
- いつでも誰でも参加できるもの（インターネットの掲示板など）
- 参加者は事前に参加申込み・登録をする必要があるもの（パソコン通信、インターネットの掲示板の一部など）日通日通隅田川運輸
- 企業・大学内等の限定されたメンバーのみが利用するもの（グループウェアなど）

があり、それぞれの枠組みによってコミュニケーションの質は変わってくる。ハードルを低くして誰でも参加できるシステムでは、公序良俗やルールに従わずに場を荒らす者が現れることもあるが、一方であまりハードルを高くすると、発言者が毎回限られたり、話題が限定されたりしてきて活気がなくなるといった問題が生じることもある。

## 掲示板用語と文化
誰でも参加できるインターネット上の電子掲示板では、互いに面識のない利用者同士がネット上だけで会話していることが多い。その中では、現実社会とは異なるネット社会のマナー（ネチケット）が必要とされることがある。また、主に電子掲示板上のみで見られる社会現象（荒らしなど）や用語がある。
以下には、主に電子掲示板やネットニュース上で使われる言葉をいくつか挙げる。

### ハンドルネーム、ハンドル
掲示板に書き込む場合に使用する名前のこと。多くの場合、本名とは別なものを使う。掲示板上でのニックネームとも言える。英語ではハンドル (Handle) だけで用語として成立する。

### シグネチャ
ネットニュースの用語。文末に付け、所属・氏名・メールアドレスなどを記した署名（英語: Signature）のこと。略してシグ、シグネともいう。本名とハンドルネームを併記する場合もある。現在の電子掲示板（特に匿名掲示板）で使われることは極めて少ない。ただしパソコン通信時代の掲示板では一般的な習慣であった。

### 書き込み
掲示板にスレッドや意見・情報などを投稿すること、また、その投稿内容のこと。カキコともいう。
ネットニュースでは、投稿、またはポストと呼ぶ。

### スレッド、トピック (Thread・Topic)
ある特定の話題・テーマに関する書き込みの集まりのこと。BBSを構成する項目、記事。日本ではスレッドフロート型掲示板が広く普及したことからスレッドと呼ぶことが多い。略してスレともいう。
呼び方は掲示板によって異なり、トピック（略してトピ）も同じ意味であるが、前述のようにYahoo!掲示板などトピックを使っている電子掲示板でもスレッドと呼ぶユーザーがいる。

スレッドを作成することを「スレッドを立てる（スレ立て）」といい、スレッド内の投稿に関わる返信が続いていくことでスレッドが形成される（誰も返信しなくともスレッドとは言う）。スレ立てした者のことは掲示板ごとに1さん、スレ主、トピ主等の呼び方がある。記事に返信を投稿することは、英語のレスポンス（応答、返答の意）を略してレスという。

最初の話題提供がその後の流れに大きく影響する。特に、スレ立て人にレス削除権限が無い場合はその傾向が強い。（削除権限がある場合は、それを行使する手腕も影響してくる）。盛り上がりが良い、あるいは盛り上がる要素が期待できるなら「良スレ」。逆なら｢糞スレ｣や｢ウンコスレ｣と評され、当該のスレッドを立てたスレ主が叩かれることもある。またスレッド趣旨に沿わない投稿は、スレッド違いを略し「スレ違い（さらに略して「スレチ」とも）」とも呼ばれるが、スレ立て当初意図したものとは異なった方向に話題が発展する場合もある。

また、一時期のYahoo!掲示板やOTD BBSのように、親記事-子記事関係を分かりやすく、それぞれの書き込みのタイトルが分かるようにする表示形式を示すこともある。
中国では、スレッドに対し「楼閣」を意味する楼の字が当てられ、スレ主は「楼主」と書かれる。「スレ主が悪い」という意味で「蘭州焼餅（簡体:兰州烧饼、本来の「楼主傻屄」の音訳）」さらに音韻のアルファベット表記でLZSBなどと使われている。

### 引用
他人の書き込みをコピーすること、またそのコピーした内容のこと。人によっては、それを用いて相手に返信することがある。
多くの場合は引用であることを示すために、引用部分の行頭に「>」などの記号を付加する。不必要に全文を引用することや、引用とそれ以外の境界が不明確なのはマナー違反とされたり、著作権法上の観点から不適切とされることがある。
メーリングリストの場合、返信の際にメーラー（メールを読み書きできるプログラム）の設定によっては自動的に相手の書き込みを全文引用することがあるため、引用文をそのまま返信→別の人がまた引用して返信……が繰り返され、異様な長文になってしまうことがある。

### ROM
ロムと読む。掲示板を閲覧するだけで、書き込みを行わない者のこと。Read Only Memberの項を参照。
反対用語はRAM（ラム、英語: Radical Access Member の略）、あるいはアクティブ（活発に書き込みを行う人）という。「1人のRAMの背後には10人のROMがいる」という格言がある。
資格要件の厳しいメーリングリストでは一定期間ロム状態が続くと、メンバーから外されることもある。

### キャンセル
投稿を削除すること。下記のように掲示板システムによって若干異なる。
- パソコン通信やグループウェアでは、いったん書き込んだ投稿でも投稿者本人（および管理者）が削除できる仕様になっていることが多い。
- インターネットの掲示板の中には、仕様により削除ができる場合もある（「キャンセル」と言うことは少ない）。これは書き込み時にパスワードを入力しておき、パスワードを入れれば削除できるなどの仕様になっている。投稿者本人が削除できない掲示板の場合は、管理者に削除を依頼するなどの方法をとっている。
- メーリングリストでは、書き込みのメールを送信した時点でメールが転送されるため、キャンセルはできない。
- ネットニュースには、自分の投稿に対してキャンセル操作を行う仕様がある（「削除」とは言うことは少ない）。ただし、キャンセルの投稿が転送されるまでに時間がかかるが多い上、一部のニュースサーバではキャンセル操作をしてもキャンセルが効かないことがある（キャンセル指示の投稿をニュースサーバが無視する）。

正当な理由なく他人の投稿をキャンセルするのは、マナー違反とされることが多い。また、多くの掲示板システムでは、掲示板の管理者以外が他人の投稿をキャンセルするには、その人のパスワードやメールアドレスを入力し、本人になりすます必要があり、そのような行動は掲示板の利用規約違反や不正アクセス禁止法違反とみなされる場合がある。

### マルチポスト
あちこちの掲示板・スレッドに同じことを書き込む行為。マナー違反とされる。詳しくはマルチポストの項を参照。
ネットニュースの場合はクロスポストという機能があり、マルチポストとは区別される。

### 炎上
炎上とは掲示板上で起こる論争や喧嘩のこと。英語の flame （炎という意味）に由来し、かつてはフレームと呼ばれていた。パソコン通信初期の時代から存在する。掲示板では、対面しての論争とは違い、相手の話を遮ることができない。そのため一方的な内容になりやすい。また懸命に書いたところで、言葉の意味合いを上手く伝えられるほど文章を上手に書ける人はそう居るわけではなく、細かい揚げ足取りに終始して互いが感情的になり、結局は収拾がつかなくなることが多い。原因のほとんどは、要望・苦情のような議論を直接関係のない第三者に提起して無理に同意を求めようとすることと、地域性・立場・趣味などの価値観の違いを考慮しない文章を書くこと、にある。
以下に挙げる用語は、匿名掲示板によく見られるものである。

### 荒らしなど
荒らし
面白半分で、あるいは自分や自分の属する組織などに都合の悪いことが書かれた報復のため、悪戯書きを繰り返すことである。また、ネチケットでは論争が昂じて感情的にこじれ、または挑発に乗り、意図的に雰囲気を壊すような書き込みを続けるのも、荒らし行為に含まれると理解されている。
荒らしに巻き込まれないようにするためには、各発言の内容を冷静になって注意深く読むこと、論戦に参加している人間の各人が同意側か対立側か、を再度考えることが大事である。
電子自警団
荒らし行為を排除するため、掲示板を利用するユーザーによって構成されたネット版の自警団。掲示板の管理者から直接指名されている場合は問題ないが、見回りを指名されないで掲示板内のルールを勝手に解釈した場合、管理人の許可を得ず他のユーザーの書き込みを独自の判断で削除、批判や追放など叩き（下記参照）に類似した行為を勝手に行う為、当人に正義感があっても結局は荒らしとなってしまう。
煽り
故意にフレームを誘発するような書き込みを煽りという。釣りとも言う。
叩き
煽りや荒らしに反応し、相手を非難・糾弾・指弾する行為を叩きという。煽りとわかってそれに反応する（叩く）荒らしもいる。
個人情報晒し
まちBBSの様な地域密着型掲示板において、レスをしている者が近所に居住していることが推定できるような場合、その特定がしやすい中でトラブルが起きると発生する。

### 自作自演
自作自演は同一のサイト（掲示板含む）で1人の人間が複数のハンドルネームを使い分け、同時に複数の人物が活動しているかのように見せかける行為。自分が書き込んだ意見に対し第三者を装って賛同の意見を書き込むなどし、あたかもそれが多数意見のように見せかけることが多い。数人で話しているように見せかけておいて、実際の発言者は一人という事もある。パソコン通信時代には複数IDを駆使する必要があるが、各種存在する迷惑行為の中でも特に、自作自演は卑劣な行為とみなされていた。インターネット掲示板でも自作自演が疑われる場合、非難する書込みが多く見受けられる。よく誤解されるが、自作自演は「自分で作ったキャラクターなどを電子掲示板上で公開する」行為のことではない。

### ID削除
悪質な荒らし行為に対する最終手段であり、書き込み権限を剥奪すること。パソコン通信では管理者が強制退会処分にすることができる。また、メーリングリストの場合は、管理者がメンバーのリストから外してしまう。

### ログ
通信記録の意味。掲示板でやりとりされた内容の記録を指すほか、ホスト局と送受信したデータの記録も意味する（後者は多くの場合は管理者しか確認できないが、ソースを表示することで確認できるBBSもまだ残っている）。前者のログの中で古いものを分けて、「過去ログ」と呼ぶこともあるが、「ログ」と特に意味の差はなく「過去ログ」との表現が用いられることも多い。
メーリングリストの中には過去ログをWEBページ上で公開しているものもあるが、コマンドを送信して過去ログを取り寄せる仕組みも取られる。

### オフライン、オフ会
オフラインミーティングを参照。ふだんネット上（オンライン）でやり取りしているメンバーがネットの外（オフライン）で実際に会って飲み会や旅行などをすること。ふだんネット上でハンドルネームで呼び合うメンバー同士では、オフ会でもハンドルで呼び合い必ずしも本名を明かさない場合もあれば、オフ会を機に名刺交換が行われることもある。

## 主なインターネット掲示板

### 日本語のインターネット掲示板
※サービス開始順

#### 総合掲示板
- 1996年6月 - セガBBS（2005年9月閉鎖）
  - セガ公式サイト内の「Planet Cafe」の一コーナーとして開設。当初セガ関連以外は「その他」として纏められており、利用者の増大と共にスポーツ、映画、音楽、旅行などセガ事業とは関係ないジャンルへと細分化された。その一方で一部の心無い利用者による荒らしや誹謗中傷が後を絶たなかった[注 1]ためか、2001年1月にセガ事業とは無関係な掲示板が大量閉鎖された[11]のを皮切りに徐々に規模が縮小していき、2005年頃に完全にサービス終了した。非ゲーム板の大量閉鎖について、セガ側の説明では「公式サイトリニューアルの準備の一環としてセガ事業とは無関係の掲示板を一時閉鎖する」と説明していた。当時は利用者による抗議やサービス再開を求める意見がセガ宛てに寄せられたが、一時閉鎖された掲示板が復活することはなかった。
- 1996年8月 - あやしいわーるど[注 2]
- 1997年8月 - あめぞう（1999年12月閉鎖）
- 1998年7月 - Yahoo!掲示板（2013年3月に後継掲示板サービス「textream」へ移行[12]、textreamは2018年12月にサービス終了[13]）
- 1999年5月 - 2ちゃんねる（2008年11月現在における月間利用者数約1170万人）
- 2004年2月 - mixiコミュニティ(SNS)（2008年1月における登録アカウント数約1330万）
- 2008年3月 - アメばた会議（2010年8月閉鎖）
- 2012年6月 - おーぷん2ちゃんねる
- 2013年5月 - Next2ch
- 2017年10月 - 5ちゃんねる（2ちゃんねるから名称変更）
- 2023年7月 - Talk[14][15]

#### 専門掲示板
- 1996年4月 - イビジェカフェ（スポーツ）（2020年12月29日閉鎖）
- 1996年?月 - 政治会議室(tennou.com)（政治、1998年6月閉鎖）
- 1997年3月 - 阿修羅掲示板（政治、経済、技術、科学などの社会問題）
- 1997年5月 - 価格.com 口コミ掲示板（2007年12月現在における月間訪問者数686万人）
- 1999年10月 - 発言小町（読売新聞社が運営する女性中心の掲示板）（2008年7月現在における月間利用者数約67万人）
- 1999年12月 - @cosme（化粧品口コミサイト）（2006年11月現在における会員数150万人、月間訪問数550万人）
- 2000年5月 - ウィメンズパーク（女性限定会員制サイト）（2013年6月現在における会員数451万人、月間アクセス数1億8552万ページビュー[16]2022年1月閉鎖）
- 2000年7月 - ミルクカフェ（受験専門）
- 2001年5月 - スラッシュドットジャパン（技術、科学）（2025年3月31日サービス終了）
- 2004年4月 - デンターネット（歯医者口コミサイト）（2009年7月現在における月間アクセス数300万ページビュー）
- 2012年11月 - ガールズちゃんねる（女性向け匿名掲示板）（2020年3月現在における月間アクセス数10億3600万ページビュー[17]）

#### Q&Aサイト
- 2000年1月 - OKWave（2007年1月現在における月間訪問者数115万人）
- 2001年7月 - 人力検索はてな
- 2004年4月 - Yahoo!知恵袋（2008年7月現在における月間訪問者数1323万人）
- 教えて!goo（2008年7月現在における月間訪問者数642万人）

#### 画像掲示板
- 1998年 - 画像動画投稿所 (kamisama.org) （政治会議室系サイト、1998年6月閉鎖）
- 2001年8月 - ふたば☆ちゃんねる
- 2002年5月 - 萌え.jp
- 2002年12月 - 画像ちゃんねる(2014年頃閉鎖)
- 画箱（2010年3月31日閉鎖）

#### 地方ローカル掲示板
- 2000年9月 - まちBBS（全国地域別）
- 2001年10月 - しずちゃん（静岡県）
- 2001年10月 - 長崎ちゃんねる（長崎県）

#### レンタル
- 1997年8月 - teacup（2022年8月閉鎖）
- 1999年4月 - 掲示板的コトバ宇宙「-宙」（2006年7月閉鎖）
- 2008年7月 - 無料レンタル掲示板EBBS.jp
- したらばJBBS
- FC2掲示板
- @bbs
- @chs
- よもやまBBS
- Mugcup

#### P2P型掲示板
- 新月
- Perfect Darkのボード
- Winnyの掲示板機能

### 日本以外のインターネット掲示板
- digg
- DCインサイド
- Facebook groups
- Groups@AOL
- Googleグループ
- Kuro5hin
- 批踢踢（PTT）
- reddit
- slashdot.org
- Topix.net
- Yahoo! Message Boards
- 4chan
- 一塌糊塗BBS （閉鎖）